# Calle 50 (metro de Nueva York)
La Calle 50 es una estación en la línea de la Octava Avenida y la línea Queens Boulevard del Metro de Nueva York de la B del Brooklyn-Manhattan Transit Corporation y la Independent Subway System. La estación se encuentra localizada en Hell's Kitchen, Midtown Manhattan entre la Calle 50 y la Octava Avenida. La estación es servida por varios trenes de los servicios ,  y  durante horas distintas.

## Descripción de la estación
| G  | Nivel de calle                                   | Salida/Entrada · (El ascensor en el lado norte de la calle 49 del oeste de la Octava Avenida es sólo para los trenes que van hacia el sur) |
| B2 | Plataforma lateral, puertas abren por la derecha | Plataforma lateral, puertas abren por la derecha                                                                                           |
| B2 | Local sentido norte                              | ← hacia Calle 168 ( hacia Calle 207 altas horas de la noche) (Calle 59)                                                                    |
| B2 | Expreso sentido norte                            | ← no se detiene aquí |
| B2 | Expreso sentido sur                              | → no se detiene aquí → |
| B2 | Local sentido sur                                | → hacia Avenida Euclid ( hacia Far Rockaway altas horas de la noche) (Calle 42 – PABT) →                                                   |
| B2 | Plataforma lateral, puertas abren por la derecha | |
| B3 | Plataforma lateral, puertas abren por la derecha | Plataforma lateral, puertas abren por la derecha                                                                                           |
| B3 | Sentido norte de la línea Queens Boulevard       | ← hacia Jamaica Center (Séptima Avenida)                                                                                                   |
| B3 | Pared                                            | |
| B3 | Sentido sur de la línea Queens Boulevard         | → hacia el World Trade Center (Calle 42 – PABT) →                                                                                          |
| B3 | Plataforma lateral, puertas abren por la derecha | |